# Rich Peek
Richard Shelby Peek, detto Rich (Miami, 28 ottobre 1943 – Tyler, 16 febbraio 2014), è stato un cestista statunitense, professionista nella ABA.

## Carriera
È stato selezionato dai Baltimore Bullets al quindicesimo giro del Draft NBA 1967 (148ª scelta assoluta).